# Алі ібн Абу Таліб
А́лі ібн Абу Та́ліб, Алі син Абу Таліба якого також називають Лев Алі (араб. علي بن أﺑﻲ طالب) (близько 600–661) — четвертий праведний халіф, двоюрідний брат і зять Магомета (чоловік доньки Магомета Фатіми).
З іменем Алі пов'язаний перший в ісламі розкол, що привів до зародження релігійно-політичних рухів шиїтів і хариджитів і до їх обособлення від сунітської більшості. Шиїти-імаміти вважають Алі першим із Дванадцяти імамів. Нащадків Алі називають Алідами.

## Біографія

### Ранні роки, становлення ісламу
Згідно з мусульманською традицією йдеться про те, що з дитинства Алі ібн Абу Таліб перебував поруч із пророком Мухаммадом. Він одним із перших прийняв іслам (йому на той час було 10 років).
Алі був поруч з Мухаммадом впродовж усього мекканського періоду його життя. Напередодні хіджри, мекканські язичники спробували вбити Мухаммада. Однак коли вони увійшли до його будинку, то знайшли там Алі, який зайняв місце Магомета і дезорієнтував змовників. Сам Мухаммад вже виїхав у напрямку Медини.
Мекканці відпустили Алі і той вирушив до Медини. Першим бойовим випробуванням для Алі стала битва при Бадрі, під час якої він був прапороносцем.

Перед битвою відбувся бій між Алі та одним із лідерів мекканських язичників Валідом ібн Мугірою — Алі вбив останнього. Після цього він поспішив на допомогу Абу Убайді, що опинився у скрутному становищі та вбив його противника. За героїзм, виявлений у цій битві, Алі назвали «Левом Аллаха». Магомет подарував йому меч із роздвоєним лезом, який називався «Зульфікар». 

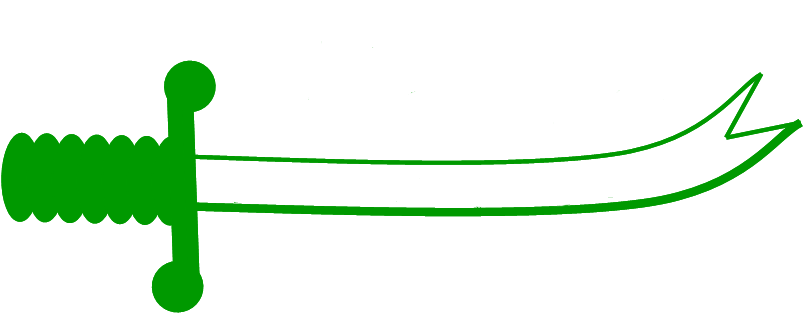
Символічне зображення меча Алі — Зульфікара, що за переказами подарував йому сам Мухаммад

 Після перемоги при Бадрі Алі, як військовий трофей, були передані меч, щит, і один верблюд. Після битви при Бадрі, Алі одружився з донькою Магомета Фатімою. Від цього шлюбу з'явилося на світ троє його синів — Хасан, Хусейн і Мухсін, і дві доньки — Зайнаб і Ум Кульсум.
У битві при Ухуді (625 р.), в якій мусульмани зазнали поразки, Алі отримав поранення, захищаючи Магомета.
В 628 р. Алі відзначився у битві з юдеями в оазі Хайбар.
Алі був прапороносцем мусульманської армії, яка захопила Мекку в 629 р. Після захоплення мусульманами міста, Мухаммад разом з Алі скинули ідолів Кааби.
Вважається, що Алі був із пророком Мухаммадом під час його смерті.

### Подальша доля (сунітськаверсія)
Після того, як Абу-Бакра було обрано першим праведним халіфом, Алі був зайнятий підготовкою похоронів Мухаммада. Згідно з сунітськими переказами, Алі всіма силами сприяв утвердженню Халіфату й розвитку мусульманського суспільства.

За часів правління другого праведного халіфа Умара ібн Хаттаба, Алі був одним з найближчих до нього людей. Умар часто радився з ним із приводу різних державних справ і залишав його своїм заступником, коли від'їздив з Медини. За часів правління Умара, Алі виконував обов'язки верховного каді Халіфату. Безпосередньо перед смертю, Умар назвав Алі одним із шести кандидатів на посаду глави держави. Однак на «раді шести» халіфом було обрано Усмана ібн Аффана.

За часів правління третього праведного халіфа Усмана, Алі продовжував виконувати обов'язки верховного кадія і був одним з найближчих до халіфа людей. Під час облоги заколотниками будинку Усмана у Мецці (невдовзі він був убитий), Алі вів із ними складні переговори. Він навіть наказав своїм синам Хасану і Хусейну захищати халіфа.

### Подальша доля (шиїтськаверсія)

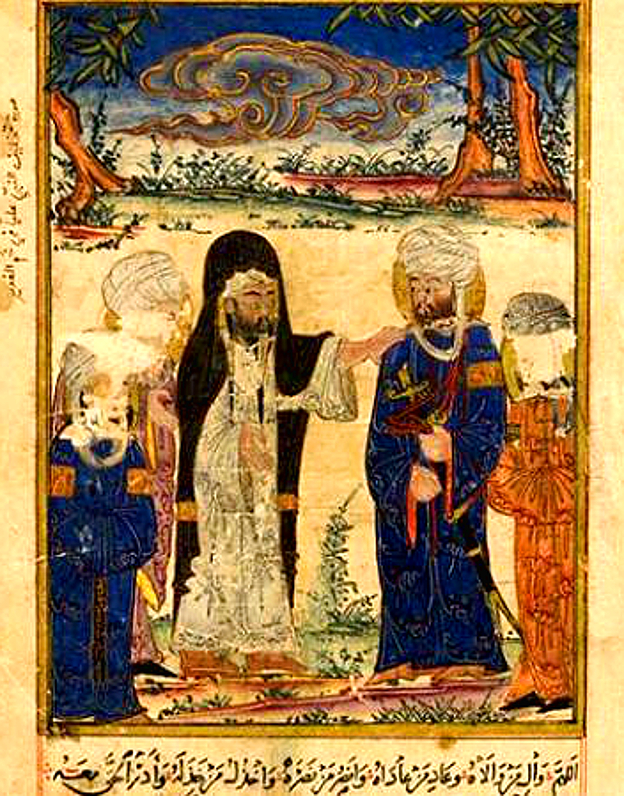
Подія у Гадір Хумі (ілюстрація з манускрипту ільханів (1309/8))

Згідно з шиїтським переданням, завдяки чеснотам Алі, Мухаммад хотів призначити його своїм правонаступником.
Шиїтське передання вказує на те, що перед своєю смертю Мухаммад, після свого останнього паломництва до Мекки, у місцевості Гадір Хум перед великим зібранням мусульман покликав до себе Алі, взяв його руку і, піднісши її, звернувся до людей:
|  | Аллах мій покровитель і повноправний володар, я ж є зверхником усіх віруючих. Для кого я був покровителем, для того й Алі буде покровителем. О Аллах! Будь покровителем тому, хто був його другом, будь ворогом тому, хто був його ворогом, допоможи тому, хто допоміг йому, не підтримуй того, хто лишив його без підтримки, і хай буде він правий, де б він не знаходився! Невже я не оголосив про це тричі? |

Шиїти вважають, що попри те, що Абу-Бакра було обрано першим халіфом, завдяки хабарам і подарункам, які Омеяди роздавали усім його прихильникам, він не досяг бодай найменшої частини тієї святості, якою володів імам Алі.
Вибори третього халіфа Усмана шиїти вважають історичним фарсом — перед смертю Умар призначив шістьох кандидатів на правління Халіфатом і наказав їм вибрати одного, сказавши при цьому, що якщо голоси розподіляться у співвідношенні чотири до двох, то двоє, що є меншістю, повинні бути вбиті; якщо ці шестеро розділяться на рівні партії, то слід дослухатися до тої, яку підтримає Абдул Рахман ібн Ауф. Однак, якщо впродовж певного часу не буде досягнуто згоди, слід убити всіх шістьох. Абдул Рахман ібн Ауф висунув кандидатуру Алі за тих умов, що той буде керувати Халіфатом, керуючись Кораном, Сунною Мухаммада і сунною перших двох халіфів. Алі не пристав на ці умови, тоді як Усман погодився, ставши халіфом. Алі залишив зібрання, заздалегідь знаючи його результат, він розповів про це у своїй промові, відомій під назвою «Шакшакія».

### Правління

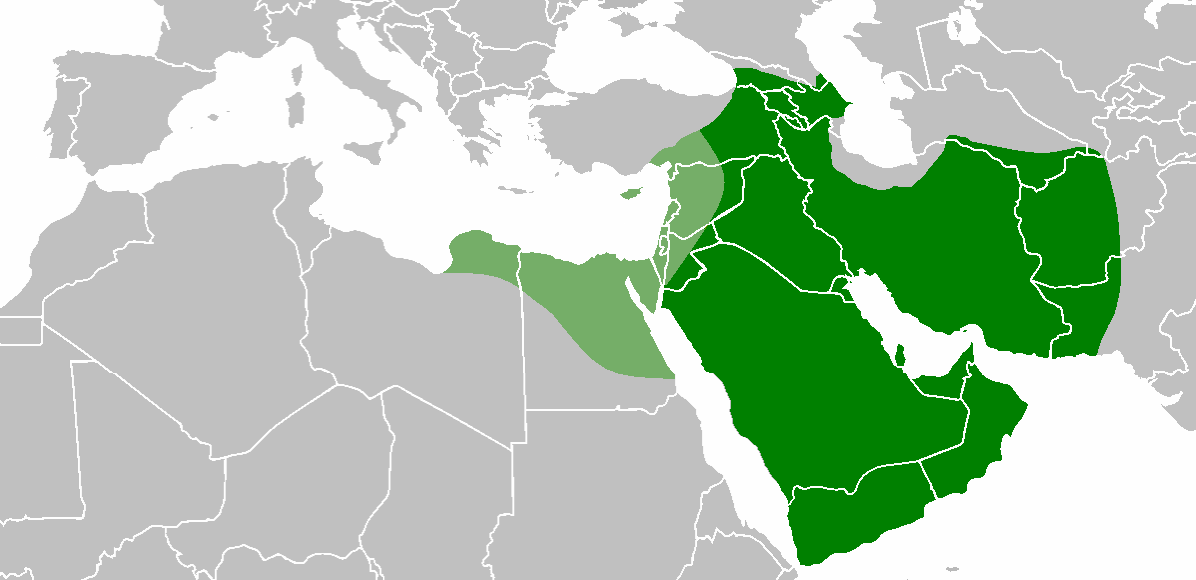
Халіфат за правління Алі в 661 р.

На початку другої половини VII ст. невдоволеність правлінням халіфа Османа, дії якого кваліфіковувались багатьма мусульманами, як «недозволені новаторства», стало відкритим. Це незадоволення виражалось і в перебільшених надіях на «справедливе» правління Алі, одного з шести найближчих сподвижників Магомета. Сучасники вважали його надзвичайно набожною й чесною людиною, відданою справі ісламу. Багатьом Алі видавався ідеальним правителем.

В 656 році, після того, як Осман був вбитий, Алі проголосили халіфом. Проте частина мусульман не погодилась із цим рішенням і підняла бунт. Користуючись нерішучістю Алі, бунтівники захопили Басру. Одночасно Муавія I, намісник Сирії і родич убитого халіфа, виступив проти Алі, звинувачуючи його в причетності до вбивства Османа. У грудні 656 року у «верблюжій битві» під Басрою Алі вдалося розбити бунтівників, проте боротьба з Муавією виявилась довгою й важкою. Алі переніс свою резеденцію до Куфи, що стала оплотом його прихильників — шиїтів.

У липні 657 року в битві при Сіффіні, на правому березі річки Євфрат, відбулось велике побоїще між сирійцями і прихильниками Алі. Завдавши поразки сирійцям, Алі не зміг закріпити успіх і скористатися з перемоги. Його згода на третейський суд, до якого закликали сирійці, обернулась проти нього. 12 тисяч воїнів залишили його табір під Куфою, розчарувавшись у ньому, як у вождеві й оголосили його згоду на третейський суд несумісною з духом ісламу. Розкол у таборі Алі привів до виокремлення з числа його прихильників релігійно-політичного угруповання хариджитів, що вели боротьбу не тільки проти Омеядів, а й проти шиїтів. Від рук хариджитів в 661 році Алі й загинув. За переказами його поховали в місті Ен-Наджаф, яке стало одним із святих місць паломництва шиїтів.

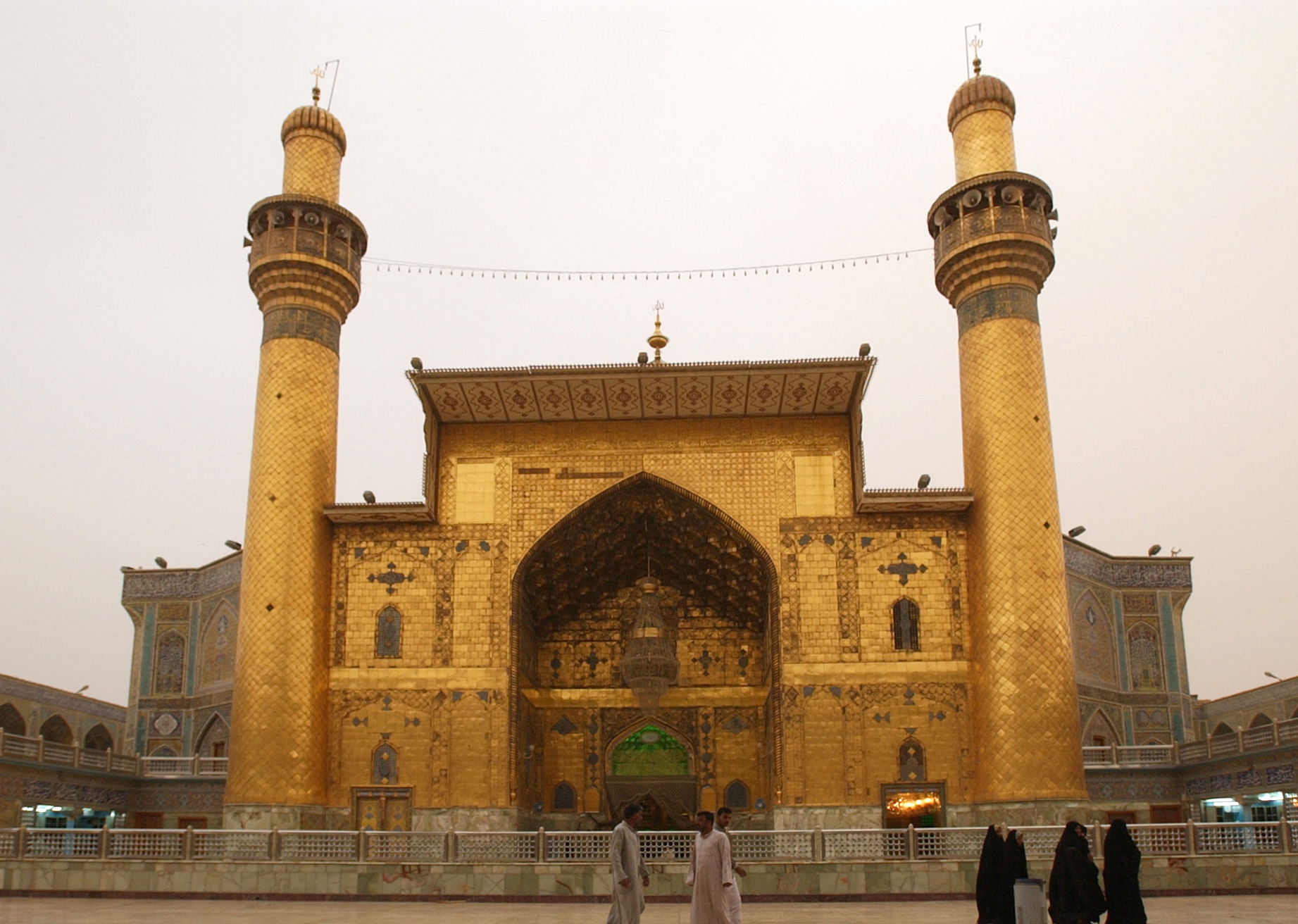
Мечеть в Ен-Наджафі. Місце поховання Алі.

## Значення Алі для ісламу

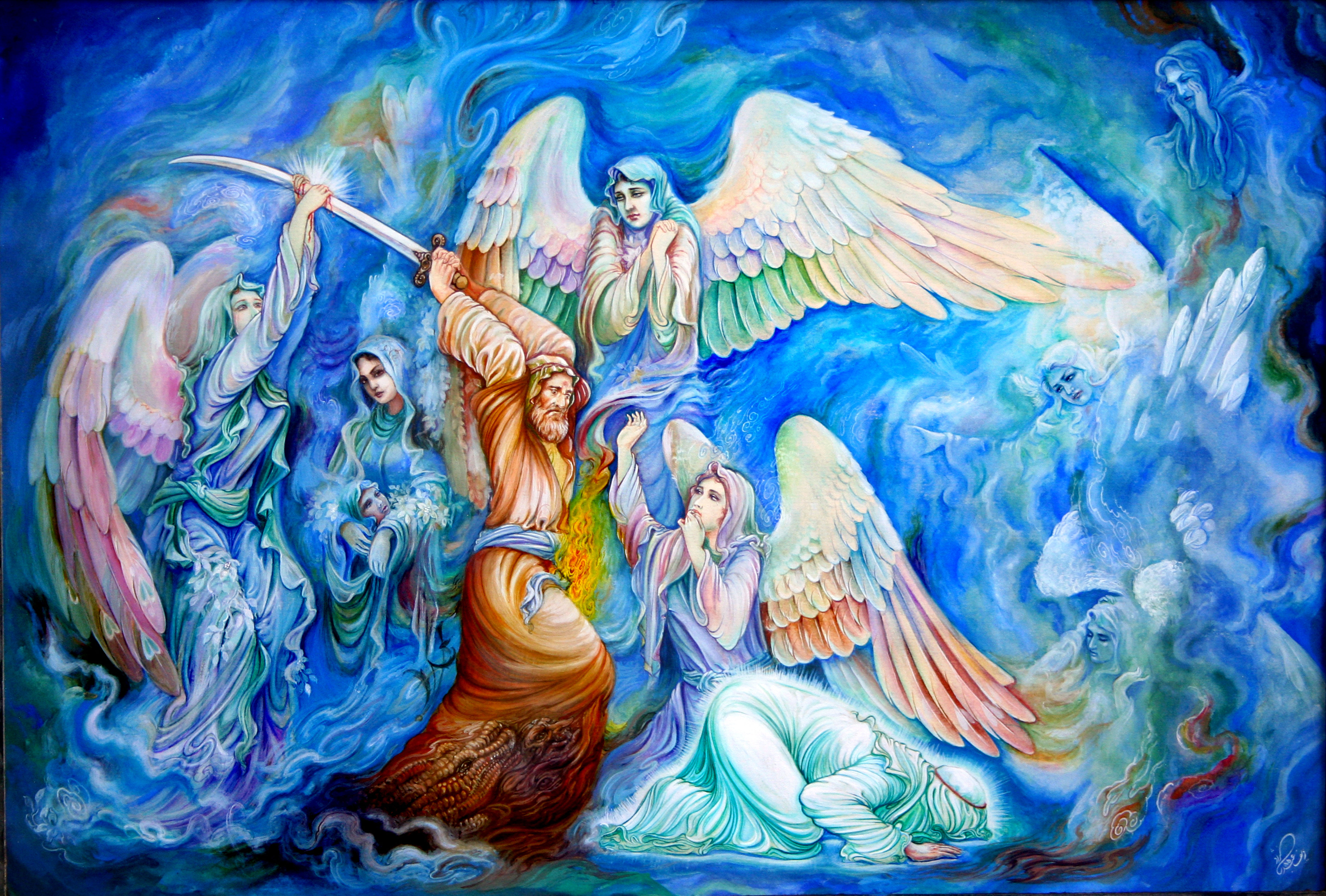
Вбивство Алі ібн Абі Таліба — Художник: Юсеф Абдінеджад (Yousef Abdinejad)

В історію ісламу Алі ввійшов як одна із трагічних і суперечливих фігур.

Мусульмани-суніти вшановували і продовжують вшановувати Алі, як одного з «праведних» халіфів і зразок набожності і благородності.

В шиїтському середовищі Алі є найшанованішою особою. Його образ відтіснив на задній план образ Магомета, він визнаний носієм «божої благодаті», абсолютним і непомильним авторитетом у справах віри і світського життя. Шиїти проголосили його володарем усіх достоїнств, носієм і тлумачем езотеричних та екзотеричних знань. Як доказ його обраності і виключного права на верховну владу шиїти наводять численні передання зі слів Магомета і аяти Корану, відповідним чином трактуючи їх. Назва сури 16 (ан-Нахл — «Бджоли») стала частиною почесного титулу Алі — емір ан-нахл: нектар і сік плодів, що збирають бджоли, про які йдеться в Корані, шиїтські екзегети трактують як спасенне вчення, приховане у священному писанні мусульман. Середньовічні шиїтські богослови приписали Алі мудрі висловлювання, листи, які й сучасні ідеологи шиїтського ісламу визнають найавторитетнішими джерелами шиїтського віровчення. Шиїти-імаміти вважають Алі своїм першим із дванадцяти імамів.

Впродовж всієї історії ісламу виникали общини крайніх шиїтів (наприклад — алавіти), що обожнювали Алі, заперечували його смерть, вважаючи, що він перебуває на небесах, що грім його голос, а блискавка — усмішка і тому подібне.

В народному ісламі, як сунітському, так і шиїтському, Алі — один з найпопулярніших персонажів, що ввібрав у себе риси деяких домусульманських божеств і билинних героїв-богатирів.